# Élections législatives de 2012 dans les Vosges
Les élections législatives françaises de 2012 se déroulent les 10 et 17 juin 2012. Dans le département des Vosges, non concerné par le redécoupage électoral, quatre députés sont à élire dans le cadre de quatre circonscriptions.

## Élus
| Circonscription | Député sortant        | Parti | Parti | Député élu ou réélu    | Parti | Parti |
| --------------- | --------------------- | ----- | ----- | ---------------------- | ----- | ----- |
| 1re             | Michel Heinrich       |       | UMP   | Michel Heinrich        |       | UMP   |
| 2e              | Gérard Cherpion       |       | UMP   | Gérard Cherpion        |       | UMP   |
| 3e              | François Vannson      |       | UMP   | François Vannson       |       | UMP   |
| 4e              | Jean-Jacques Gaultier |       | UMP   | Christian Franqueville |       | PS    |

## Résultats

### Résultats à l'échelle du département
| Parti          | Parti                              | Premier tour | Premier tour | Second tour | Second tour | Sièges |
| Parti          | Parti                              | Voix         | %            | Voix        | %           | Sièges |
| -------------- | ---------------------------------- | ------------ | ------------ | ----------- | ----------- | ------ |
|                | Union pour un mouvement populaire  | 65 038       | 38,29        | 86 638      | 52,46       | 3      |
|                | Divers droite dont DLR et PCD      | 2 116        | 1,25         |             |             | 0      |
|                | Nouveau centre                     | 931          | 0,55         | 0           |             |        |
|                | Droite parlementaire               | 68 085       | 40,09        | 86 638      | 52,46       | 3      |
|                |                                    |              |              |             |             |        |
|                | Parti socialiste                   | 45 769       | 26,95        | 60 801      | 36,81       | 1      |
|                | Divers gauche dont MRC             | 8 948        | 5,27         | 17 720      | 10,73       | 0      |
|                | Europe Écologie Les Verts          | 7 303        | 4,30         |             |             | 0      |
|                | Majorité présidentielle            | 62 020       | 36,51        | 78 521      | 47,54       | 1      |
|                |                                    |              |              |             |             |        |
|                | Front national                     | 26 433       | 15,56        |             |             | 0      |
|                | Front de gauche                    | 6 688        | 3,94         | 0           |             |        |
|                | Mouvement démocrate                | 2 182        | 1,28         | 0           |             |        |
|                | Divers écologiste dont MÉI et AÉI  | 2 005        | 1,18         | 0           |             |        |
|                | Extrême gauche dont LO, NPA et POI | 2 001        | 1,18         | 0           |             |        |
|                | Divers                             | 367          | 0,22         | 0           |             |        |
|                | Extrême droite                     | 69           | 0,04         | 0           |             |        |
|                |                                    |              |              |             |             |        |
| Inscrits       | Inscrits                           | 285 570      | 100,00       | 285 553     | 100,00      | 4      |
| Abstentions    | Abstentions                        | 112 133      | 39,27        | 113 351     | 39,7        |        |
| Votants        | Votants                            | 173 437      | 60,73        | 172 202     | 60,3        |        |
| Blancs et nuls | Blancs et nuls                     | 3 587        | 2,07         | 7 043       | 4,09        |        |
| Exprimés       | Exprimés                           | 169 850      | 97,93        | 165 159     | 95,91       |        |

### Résultats par circonscription

#### Première circonscription (Épinal)
| Candidat       | Candidat                      | Parti                    | Premier tour | Premier tour | Second tour | Second tour |  |
| Candidat       | Candidat                      | Parti                    | Voix         | %            | Voix        | %           |  |
| -------------- | ----------------------------- | ------------------------ | ------------ | ------------ | ----------- | ----------- |  |
|                | Michel Heinrich sortant réélu | UMP (NC)                 | 18 276       | 41,51        | 23 246      | 56,74       |  |
|                | François-Xavier Huguenot      | diss. PS                 | 8 948        | 20,32        | 17 720      | 43,26       |  |
|                | Jordan Grosse-Cruciani        | RBM (FN)                 | 6 709        | 15,24        |             |             |  |
|                | Gilles Bilot                  | EÉLV (PS, MÉI)           | 6 024        | 13,68        |             |             |  |
|                | Vincent Gehin                 | FG (PCF) (Divers gauche) | 2 069        | 4,70         |             |             |  |
|                | Bertrand Parmentier           | CpF (MoDem)              | 797          | 1,81         |             |             |  |
|                | Claude Denisot                | DLR                      | 694          | 1,58         |             |             |  |
|                | Évelyne Abbot                 | LO                       | 306          | 0,69         |             |             |  |
|                | Fanny Laurent                 | NPA                      | 210          | 0,48         |             |             |  |
|                |                               |                          |              |              |             |             |  |
| Inscrits       | Inscrits                      | Inscrits                 | 76 603       | 100,00       | 76 604      | 100,00      |  |
| Abstentions    | Abstentions                   | Abstentions              | 31 519       | 41,15        | 33 699      | 43,99       |  |
| Votants        | Votants                       | Votants                  | 45 084       | 58,85        | 42 905      | 56,01       |  |
| Blancs et nuls | Blancs et nuls                | Blancs et nuls           | 1 051        | 2,33         | 1 939       | 4,52        |  |
| Exprimés       | Exprimés                      | Exprimés                 | 44 033       | 97,67        | 40 966      | 95,48       |  |

#### Deuxième circonscription (Saint-Dié-des-Vosges)
| Candidat       | Candidat                      | Parti          | Premier tour | Premier tour | Second tour | Second tour |  |
| Candidat       | Candidat                      | Parti          | Voix         | %            | Voix        | %           |  |
| -------------- | ----------------------------- | -------------- | ------------ | ------------ | ----------- | ----------- |  |
|                | Jack Lang sortant             | PS             | 16 515       | 37,50        | 21 480      | 49,11       |  |
|                | Gérard Cherpion sortant réélu | UMP (NC)       | 15 567       | 35,35        | 22 257      | 50,89       |  |
|                | Jean-François Jalkh           | RBM (FN)       | 7 679        | 17,44        |             |             |  |
|                | Sandra Blaise                 | FG (PCF)       | 1 780        | 4,04         |             |             |  |
|                | Fabien Niezgoda               | MÉI (EÉLV)     | 871          | 1,98         |             |             |  |
|                | Jessica Henriot               | CpF (MoDem)    | 725          | 1,65         |             |             |  |
|                | Emmanuel Thiébaut             | AÉI            | 437          | 0,99         |             |             |  |
|                | Jacques Balu                  | LO             | 273          | 0,62         |             |             |  |
|                | France Ballet                 | NPA            | 191          | 0,43         |             |             |  |
|                |                               |                |              |              |             |             |  |
| Inscrits       | Inscrits                      | Inscrits       | 74 268       | 100,00       | 74 263      | 100,00      |  |
| Abstentions    | Abstentions                   | Abstentions    | 29 349       | 39,52        | 28 555      | 38,45       |  |
| Votants        | Votants                       | Votants        | 44 919       | 60,48        | 45 708      | 61,55       |  |
| Blancs et nuls | Blancs et nuls                | Blancs et nuls | 881          | 1,96         | 1 971       | 4,31        |  |
| Exprimés       | Exprimés                      | Exprimés       | 44 038       | 98,04        | 43 737      | 95,69       |  |

#### Troisième circonscription (Remiremont)
| Candidat       | Candidat                       | Parti                | Premier tour | Premier tour | Second tour | Second tour |  |
| Candidat       | Candidat                       | Parti                | Voix         | %            | Voix        | %           |  |
| -------------- | ------------------------------ | -------------------- | ------------ | ------------ | ----------- | ----------- |  |
|                | François Vannson sortant réélu | UMP                  | 16 408       | 40,63        | 20 742      | 52,69       |  |
|                | Élise Calais                   | PS                   | 13 943       | 34,52        | 18 622      | 47,31       |  |
|                | Rachel Sembach                 | RBM (FN)             | 5 785        | 14,32        |             |             |  |
|                | Dominique Cholez               | FG (C&A) (PCF)       | 1 294        | 3,20         |             |             |  |
|                | Claire Schaff                  | MÉI                  | 697          | 1,73         |             |             |  |
|                | Frédéric Dubouis               | diss. UMP            | 672          | 1,66         |             |             |  |
|                | François Gremillet             | CpF (Divers) (MoDem) | 660          | 1,63         |             |             |  |
|                | Béatrice Le Tennier            | DLR                  | 349          | 0,86         |             |             |  |
|                | Sébastien Bouvier              | NPA                  | 344          | 0,85         |             |             |  |
|                | Denise Usselmann               | LO                   | 165          | 0,41         |             |             |  |
|                | Bernard Bazin                  | Extrême droite (PPF) | 69           | 0,17         |             |             |  |
|                |                                |                      |              |              |             |             |  |
| Inscrits       | Inscrits                       | Inscrits             | 66 793       | 100,00       | 66 793      | 100,00      |  |
| Abstentions    | Abstentions                    | Abstentions          | 25 599       | 38,33        | 26 090      | 39,06       |  |
| Votants        | Votants                        | Votants              | 41 194       | 61,67        | 40 703      | 60,94       |  |
| Blancs et nuls | Blancs et nuls                 | Blancs et nuls       | 808          | 1,96         | 1 339       | 3,29        |  |
| Exprimés       | Exprimés                       | Exprimés             | 40 386       | 98,04        | 39 364      | 96,71       |  |

#### Quatrième circonscription (Neufchâteau)
| Candidat       | Candidat                      | Parti          | Premier tour | Premier tour | Second tour | Second tour |  |
| Candidat       | Candidat                      | Parti          | Voix         | %            | Voix        | %           |  |
| -------------- | ----------------------------- | -------------- | ------------ | ------------ | ----------- | ----------- |  |
|                | Christian Franqueville élu    | PS             | 15 311       | 36,99        | 20 699      | 50,37       |  |
|                | Jean-Jacques Gaultier sortant | UMP            | 14 787       | 35,72        | 20 393      | 49,63       |  |
|                | Louise Buchmann               | RBM (SIEL)     | 6 260        | 15,12        |             |             |  |
|                | Audrey Voyen                  | FG (PCF) (PG)  | 1 545        | 3,73         |             |             |  |
|                | Florence Lamaze               | EÉLV           | 1 279        | 3,09         |             |             |  |
|                | Jocelyne Allane               | NC             | 931          | 2,25         |             |             |  |
|                | Jacques Thiriet               | DLR            | 401          | 0,97         |             |             |  |
|                | Jean-Marie Mangin             | S&P            | 367          | 0,89         |             |             |  |
|                | Maurice Colas                 | POI            | 203          | 0,49         |             |             |  |
|                | Camille Bailly                | LO             | 169          | 0,41         |             |             |  |
|                | Francine Gay                  | NPA            | 140          | 0,34         |             |             |  |
|                |                               |                |              |              |             |             |  |
| Inscrits       | Inscrits                      | Inscrits       | 67 906       | 100,00       | 67 893      | 100,00      |  |
| Abstentions    | Abstentions                   | Abstentions    | 25 666       | 37,8         | 25 007      | 36,83       |  |
| Votants        | Votants                       | Votants        | 42 240       | 62,2         | 42 886      | 63,17       |  |
| Blancs et nuls | Blancs et nuls                | Blancs et nuls | 847          | 2,01         | 1 794       | 4,18        |  |
| Exprimés       | Exprimés                      | Exprimés       | 41 393       | 97,99        | 41 092      | 95,82       |  |